# Johannes Lindskov Hansen
Johannes Lindskov Hansen, född 20 juli 1907, död 31 juli 1968, var en dansk författare.
Johannes Lindskov Hansen var född på Själland men växte upp på Nordjylland. Han blev efter olika sysselsättningar i ungdomen, bland annat som uppsyningsman vid ett arbetshem, journalist och var en tid redaktör för Retsforbundets tidning Vejen frem. Från 1945 var han medarbetare i Politiken. Hansen skrev en rad socialt och politiskt betonade romaner, Nedenom og hjem (1935), Perronen (1937), Genrejsere (1941) och Vandene abner sig (1945), samt novellsamlingen Frihedens Helte (1942). Hansen var även verksam som dramatiker med skådespelet Ordentlige Mennesker (1944) och radiopjäserna Jul på Tvangen (1940) och Undervejs (1944). Hansen skrev även ungdomsboken Vi traver til Spanien (1936).